# Epopea slava
L'Epopea slava è un ciclo pittorico realizzato fra il 1910 e il 1928 dal pittore ceco Alfons Mucha sul finire della sua carriera nel castello Zbiroh, grazie ai finanziamenti del miliardario statunitense Charles Richard Crane.
Il ciclo, testimonianza dell'impegno culturale e politico in favore della causa slava, consta di venti grandi tele (6x8 metri), che raccontano i principali avvenimenti della storia slava fra il III e il XX secolo. 
Fin dall'inizio questa serie è destinata quale dono alla città di Praga, ma a causa delle dimensioni gigantesche, l'Epopea all'inizio viene esposta solo parzialmente nel Palazzo dell'industria, poi in una scuola di Praga. Nascosto dai patrioti cecoslovacchi durante l'occupazione nazista, l'intero ciclo è stato conservato nel castello di Moravský Krumlov. Nel 2012 è stato trasferito nel Veletržní Palác, a Praga fino al 2016, quando è rientrato al castello di Moravský Krumlov.
Durante i suoi viaggi, Mucha trasse numerose fotografie e disegni del popolo slavo, che tuttavia ai suoi occhi appariva arretrato, ignorante e superstizioso. Questa importante opera, intrisa di un forte simbolismo, si riferisce all'abolizione della servitù della gleba in Russia ottenuta nel 1861. L'idea originaria di Mucha di una celebrazione gioiosa dell'evento, si trasforma nella realistica rappresentazione di una folla indifferente, divisa in piccoli gruppi, di fronte all'imponente mole della cattedrale di San Basilio, a conferma della reale incomprensione del popolo nei confronti dell'importanza dell'editto.